# 상윤 (프로게이머)
상윤(본명: 권상윤, 1995년 12월 20일 ~ )은 대한민국의 전직 리그 오브 레전드 프로게이머로 선수 시절 아이디는 Sangyoon이다. 현역 시절 포지션은 AD 캐리였다.

## 선수 생활
2014년 1월, 레벨즈 아나키에 입단하면서 프로 커리어를 시작했다. 2015년 리그 오브 레전드 챌린저스 코리아 스프링 1차 토너먼트에서 팀의 우승에 기여했다. 이후 승강전에서 팀의 챔피언스 진출에 기여했다. 
2016시즌 좋은 모습을 보여주었다. 2016년 6월 29일에 치러진 MVP와의 경기에서 펜타킬을 기록해 팀의 승리를 이끌었다.
2017시즌을 앞두고 락스 타이거즈로 이적했다. 스프링 시즌 초반에서는 오락가락하는 모습을 보여주었다. 하지만 시즌 중반이후에는 경기력이 올라오는 모습이 보여주었다. 서머 시즌에서는 팀의 에이스로 활약하였다.
2018시즌에서는 좋은 모습을 보여주었지만 포스트시즌 진출에 실패했다.
2019 스프링 시즌에서도 팀의 중심을 지켜주는 모습을 보여주었다. 2019년 2월 13일에 치러진 Gen.G와의 경기에서 통산 1000킬을 달성했다. 하지만 스프링 시즌에서는 포스트시즌 진출에 실패했다. 2019 서머 시즌에서는 부진한 모습을 보여주었으며 승강전으로 향하는 팀을 막지 못했다. 
2019시즌 종료 후 은퇴를 선언했다.
2020시즌을 앞두고 은퇴를 번복하며 서라벌 게이밍에 입단해 현역으로 복귀했다. 서라벌에서 주전으로 출전하면서 팀의 챌린저스 우승을 이끌었다. 하지만 팀은 승강전에서 패해 승격에 실패했다.
2020 스프링 시즌 이후 팀에서 퇴단했으며 은퇴를 선언했다.

## 은퇴 후
은퇴 후 개인방송을 시작했다.

## 소속팀
| # | 팀명          | 소속 기간             | 소속 리그 | 비고 |
| - | ------------- | --------------------- | --------- | ---- |
| 1 | 레벨즈 아나키 | 2014.01~2016.12       | LCK       |      |
| 2 | 락스 타이거즈 | 2016.12~2019.10.23    | LCK       |      |
| 3 | 서라벌 게이밍 | 2019.12.02~2020.04.30 | CK        |      |

## 수상 내역
- 리그 오브 레전드 챌린저스 코리아 스프링 2015 1차 토너먼트 우승
- IEM 시즌 11 월드 챔피언십 4강
- 리그 오브 레전드 챌린저스 코리아 스프링 2020 우승